# Israel Reyes
Israel Reyes Romero (El Grullo, Jalisco, 23 de mayo de 2000) es un futbolista mexicano que se desempeña en la posición de defensa central; su actual equipo es el Club América de la Primera División de México.

## Trayectoria

### Atlas Fútbol Club
Inició jugando en las categorías inferiores del Atlas Fútbol Club, donde fue obteniendo más minutos hasta debutar en copa el 30 de julio de 2019, en un empate a 1 contra el Club de Fútbol Pachuca. Debutó en liga el 23 de noviembre de 2019, en una derrota 2-0 contra el Club de Fútbol Monterrey, entrando de cambio por Osvaldo Martínez.

### Club Puebla
Para la segunda mitad del 2020, llega al Club Puebla donde al principio no tuvo mucha actividad, y la que tuvo no acababa en resultados a su favor (derrotas contra Xolos, Pumas, América y Juárez). Pero en el siguiente torneo, tras una expulsión de Maximiliano Perg en un partido contra el América, recibió una oportunidad de jugar contra el Fútbol Club Juárez. Dicho partido acabaría 4-0 en su favor. Desde entonces hasta el final de la temporada regular, solo se perdería un partido.

### Club América
El 1 de diciembre del 2022, el Club América hizo público el fichaje del jugador para el Clausura 2023.

## Selección nacional

### Selección absoluta
El 6 de diciembre de 2021, Israel Reyes recibió su primera convocatoria por Gerardo Martino para disputar un partido amistoso ante Chile.
| Club               | País   | PJ | Goles | Periodo         |
| ------------------ | ------ | -- | ----- | --------------- |
| Selección mexicana | México | 7  | 2     | 2021 - Presente |

## Estadísticas
Actualizado al último partido jugado el 6 de octubre de 2024.
| Atlas F. C. · México                |               |               |     |   |   |    |    |    |     |   |
| 1ª                                  | 2019-20       | 1             | 0   | 3 | 0 | -  | -  | 4  | 0   |   |
| Total club                          | Total club    | 1             | 0   | 3 | 0 | 0  | 0  | 4  | 0   |   |
| C. Puebla · México                  |               |               |     |   |   |    |    |    |     |   |
| 1ª                                  | 2020-21       | 19            | 0   | - | - | -  | -  | 19 | 0   |   |
| 1ª                                  | 2021-22       | 37            | 3   | - | - | -  | -  | 37 | 3   |   |
| 1ª                                  | 2022          | 20            | 3   | - | - | -  | -  | 20 | 3   |   |
| Total club                          | Total club    | 76            | 6   | 0 | 0 | 0  | 0  | 76 | 6   |   |
| C. América · México                 |               |               |     |   |   |    |    |    |     |   |
| 1ª                                  | 2023          | 17            | 0   | - | - | -  | -  | 17 | 0   |   |
| 1ª                                  | 2023-24       | 29            | 1   | - | - | 11 | 0  | 40 | 1   |   |
| 1ª                                  | 2024-25       | 7             | 0   | - | - | 3  | 0  | 10 | 0   |   |
| Total club                          | Total club    | 53            | 1   | 0 | 0 | 14 | 0  | 67 | 1   |   |
| Total carrera                       | Total carrera | Total carrera | 130 | 7 | 3 | 0  | 14 | 0  | 147 | 7 |
| (1)Incluye datos de la Copa México. |               |               |     |   |   |    |    |    |     |   |

## Palmarés

### Títulos nacionales
| Título                  | Club         | País   | Año  |
| ----------------------- | ------------ | ------ | ---- |
| Primera División        | Club América | México | 2023 |
| Primera División        | Club América | México | 2024 |
| Campeón de Campeones    | Club América | México | 2024 |
| Supercopa de la Liga MX | Club América | México | 2024 |
| Primera División        | Club América | México | 2024 |

### Campeonatos internacionales
| Título                          | Equipo                        | Sede                   | Año  |
| ------------------------------- | ----------------------------- | ---------------------- | ---- |
| Copa de Oro de la Concacaf      | Selección de fútbol de México | Estados Unidos- Canadá | 2023 |
| Liga de Naciones de la Concacaf | Selección de fútbol de México | Concacaf               | 2025 |
| Copa de Oro de la Concacaf      | Selección de fútbol de México | Estados Unidos- Canadá | 2025 |